# Línea SE832 (EMT Madrid)
El Servicio Especial (S.E.) codificado como SE832 de la EMT de Madrid une el intercambiador de Príncipe Pío con el hospital de la Fundación San José.

## Características
Esta línea fue creada el 13 de marzo de 2023 para dotar de una conexión de transporte público al hospital mantenido por la Fundación San José.
Tiene tres paradas intermedias en cada sentido, junto a las estaciones de metro de Marqués de Vadillo, Plaza Elíptica y La Peseta.

## Horarios
| Todos los días                      |                                     |                                     |                                     |                                     |                                     |                                     |                                     |                                     |                                     |                                     |                                     |                                     |                                     |                                     |                                     |                                     |                                     |                                     |                                     |                                     |                                     |                                     |                                     |                                     |                                     |                                     |                                     |                                     |                                     |                                     |                                     |                                     |
| Príncipe Pío > Hospital F. San José | Príncipe Pío > Hospital F. San José | Príncipe Pío > Hospital F. San José | Príncipe Pío > Hospital F. San José | Príncipe Pío > Hospital F. San José | Príncipe Pío > Hospital F. San José | Príncipe Pío > Hospital F. San José | Príncipe Pío > Hospital F. San José | Príncipe Pío > Hospital F. San José | Príncipe Pío > Hospital F. San José | Príncipe Pío > Hospital F. San José | Príncipe Pío > Hospital F. San José | Príncipe Pío > Hospital F. San José | Príncipe Pío > Hospital F. San José | Príncipe Pío > Hospital F. San José | Príncipe Pío > Hospital F. San José | Hospital F. San José > Príncipe Pío | Hospital F. San José > Príncipe Pío | Hospital F. San José > Príncipe Pío | Hospital F. San José > Príncipe Pío | Hospital F. San José > Príncipe Pío | Hospital F. San José > Príncipe Pío | Hospital F. San José > Príncipe Pío | Hospital F. San José > Príncipe Pío | Hospital F. San José > Príncipe Pío | Hospital F. San José > Príncipe Pío | Hospital F. San José > Príncipe Pío | Hospital F. San José > Príncipe Pío | Hospital F. San José > Príncipe Pío | Hospital F. San José > Príncipe Pío | Hospital F. San José > Príncipe Pío | Hospital F. San José > Príncipe Pío | Hospital F. San José > Príncipe Pío |
| 07                                  | 08                                  | 09                                  | 10                                  | 11                                  | 12                                  | 13                                  | 14                                  | 15                                  | 16                                  | 17                                  | 18                                  | 19                                  | 20                                  | 21                                  | 22                                  | 07                                  | 08                                  | 09                                  | 10                                  | 11                                  | 12                                  | 13                                  | 14                                  | 15                                  | 16                                  | 17                                  | 18                                  | 19                                  | 20                                  | 21                                  | 22                                  | 23                                  |
| 00 45                               | 30                                  | 15                                  | 00 45                               | 30                                  | 15                                  | 00 45                               | 30                                  | 15                                  | 00 45                               | 30                                  | 15                                  | 00 45                               | 30                                  | 15                                  | 00 45                               | 45                                  | 30                                  | 15                                  | 00 45                               | 30                                  | 15                                  | 00 45                               | 30                                  | 15                                  | 00 45                               | 30                                  | 15                                  | 00 45                               | 30                                  | 15                                  | 00 45                               | 30                                  |

## Recorrido y paradas

### Sentido Hospital Fundación San José
La línea empieza su recorrido en la glorieta de San Vicente, desde donde se dirige al sur por el paseo de la Virgen del Puerto y el Paseo Imperial. Hace una parada junto a la plaza de Marqués de Vadillo para continuar por Antonio Leyva, que recorre en su totalidad hasta llegar a Plaza Elíptica, donde hace otra parada. Desde aquí, sigue por la Vía Lusitana y por la avenida de La Peseta —donde hace otra parada— para tomar la calle Pinar de San José y establecer su cabecera.
| Código | Parada                         | Común con     | Conexiones con Metro y Cercanías | Otros |
| ------ | ------------------------------ | ------------- | -------------------------------- | ----- |
| 8372   | PRÍNCIPE PÍO                   |               | Príncipe Pío                     |       |
| 3127   | Marqués de Vadillo             | 116           | Marqués de Vadillo               |       |
| 3929   | Intercambiador Plaza Elíptica  | 47 116 247 E1 | Plaza Elíptica                   |       |
| 3859   | Metro La Peseta                | 35 155        | La Peseta                        |       |
| 5162   | PINAR DE SAN JOSÉ-HOSPITALIDAD |               |                                  |       |

### Sentido Príncipe Pío
Desde la cabecera de Pinar de San José se dirige a la carretera al Barrio de La Fortuna, que toma hasta la avenida de La Peseta. Desde aquí sigue el mismo recorrido que a la ida pero en sentido contrario.
| Código | Parada                              | Común con     | Conexiones con Metro y Cercanías | Otros |
| ------ | ----------------------------------- | ------------- | -------------------------------- | ----- |
| 5162   | PINAR DE SAN JOSÉ-HOSPITALIDAD      |               |                                  |       |
| 5957   | Pinar de San José-Centro de Acogida |               |                                  |       |
| 3860   | Metro La Peseta                     | 35 155        | La Peseta                        |       |
| 3903   | Intercambiador Plaza Elíptica       | 47 116 247 E1 | Plaza Elíptica                   |       |
| 3128   | Marqués de Vadillo                  | 116           | Marqués de Vadillo               |       |
| 8372   | PRÍNCIPE PÍO                        |               | Príncipe Pío                     |       |